# クリスチャン・メラー

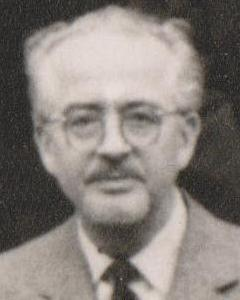
クリスチャン・メラー、1963年、コペンハーゲンにて。

クリスチャン・メラー（Christian Møller、1904年12月22日、アルス島ホンスレウ生 – 1980年1月14日オードロップ没）は、デンマークの化学者、物理学者である。相対性理論、重力の理論、量子化学に基本的貢献をした。メラー＝プレセット摂動理論およびメラー散乱で知られる。
新たに発見された核分裂反応の過程が余剰エネルギーを生み出すかもしれない、という1938年にメラーがオットー・フリッシュへ行った提案により、フリッシュは連鎖反応の概念の着想に至った。これがフリッシュ＝パイエルスの覚書をもたらし、ひいてはMAUD委員会とマンハッタン計画を通して核エネルギーの開発を始動させた。
メラーは1954年から1957年まで欧州原子核研究機構（CERN）の理論研究グループ長を務め、後にCERNの科学政策委員会の委員（1959年 - 1972年）となった。

## メラーの四脚場による重力理論
1961年、メラーは、重力場の四脚場記述によって計量テンソルのみに基づく理論でよりもエネルギー・運動量複合の回転取り扱いがより可能になることを示した。重力変数として四脚場を用いる利点は、エネルギー・運動量複合についての式を構築することができるという事実と繋がっていた。これは、純粋な計量形式においてよりも十分な変換性を有した。

## 著作
- The world and the atom, London, 1940.[7]
- The theory of relativity, Clarendon Press, Oxford, 1972.
- A study in gravitational collapse, Kobenhavn : Munksgaard, 1975.
- On the crisis in the theory of gravitation and a possible solution,  Kobenhavn : Munksgaard, 1978.
- Evidence for gravitational theories (ed.), Academic Press, 1963.
- Interview with Dr. Christian Moller by Thomas S. Kuhn at Copenhagen July 29, 1963  Oral History Transcript — Dr. Christian Moller